# 裴文桂
裴文桂（越南语：／，1837年—1913年），越南阮朝官員。

## 生平
裴文桂是河內省里仁府金榜縣扶淡總珠球社（今屬河南省府里市）人，明命十八年（1837年）出生，是同科副榜裴殷年的堂弟。嗣德十七年（1864年），裴文桂參加河內場鄉試，考中舉人。次年（1865年），會試中格，庭試考中副榜。嗣德後期，裴文桂任戶部左侍郎。嗣德三十四年（1881年）正月，升署戶部右參知，不久出為署南義巡撫。三月，再改補署順慶巡撫。次年（1882年），裴文桂因病休致。
維新七年（1913年），裴文桂在家鄉去世，壽七十七歲。

## 子女
子裴栻是成泰十年（1898年）進士。